# Showtime (mạng truyền hình)
Showtime là một kênh truyền hình cáp trả tiền và truyền hình vệ tinh phục vụ dưới dạng dịch vụ hàng đầu của công ty con Showtime Networks thuộc CBS Corporation, tập đoàn sở hữu The Movie Channel và Flix. Chương trình của Showtime chủ yếu là những bộ phim điện ảnh đã chiếu rạp và sê-ri truyền hình của nhà đài, bên cạnh đó là các trận đấu quyền anh và võ thuật tổng hợp, thỉnh thoảng còn chiếu những chương trình Hài độc thoại và phim chiếu truyền hình.
Thương hiệu Showtime được sử dụng bởi một số kênh và nền tảng trên toàn thế giới, nhưng chủ yếu đề cập đến nhóm tám kênh đa kênh ở Hoa Kỳ. Showtime có sẵn cho 29,7 triệu hộ gia đình ở Mỹ.

## Lịch sử
Kênh ra mắt vào ngày 1 tháng 7 năm 1976 trên hệ thống Cable-Mirror ở Escondido, Long Beach và Palos Verdes, California thông qua việc chuyển đổi 10.000 thuê bao của thương hiệu Channel One trước đó.
Năm 1979, Viacom (Lúc này Viacom là chủ sở hữu của Showtime) đã bán 50% quyền sở hữu trong Showtime cho Tập đoàn TelePrompTer.

## Các kênh

### Các kênh tại Hoa Kỳ
| Tên kênh và logo                                            | Chức năng |
| ----------------------------------------------------------- | --- |
| Showtime                                                    | Kênh hàng đầu; Showtime có các bộ phim bom tấn, phim truyện đầu tiên, phim hài độc lập và phim tài liệu, đấm bốc vô địch và các sự kiện võ thuật hỗn hợp. Kênh này cũng mang loạt phim gốc, với các tập mới hơn chủ yếu được chiếu vào tối Chủ Nhật và thứ Hai. |
| Showtime 2 SHO2                                             | Kênh phụ cung cấp lịch biểu phim, chuỗi video gốc và các sản phẩm đặc biệt. Được phát hành vào ngày 1 tháng 10 năm 1991, đây được đặt tên là Showtime Too từ năm 2001 đến năm 2006. |
| Showcase                                                    | Tương tự như Showtime 2, Showcase có các bộ phim, phim truyện đầu tiên và các bộ phim truyền hình cáp đầu tiên được sản xuất cho Showtime. Được phát hành vào năm 1996, kênh này trước đây có tên là " Showtime 3 " cho đến ngày 1 tháng 7 năm 2001.. |
| Showtime Beyond                                             | Ra mắt vào tháng 9 năm 1999, Showtime Beyond có sự kết hợp giữa các bộ phim khoa học viễn tưởng, giả tưởng và kinh dị, cũng như loạt phim khoa học viễn tưởng được sản xuất cho Showtime. |
| Showtime Extreme                                            | Ra mắt vào ngày 10 tháng 3 năm 1998, Showtime Extreme phát sóng các bộ phim hành động và phiêu lưu, phim kinh dị, phim xã hội đen và các sự kiện thể thao (bao gồm các trận đấu võ thuật và đấm bốc). Kênh này có hơn 60 bộ phim mỗi tháng, cùng với tính năng tăng gấp đôi vào Chủ nhật, làm nổi bật một ngôi sao hành động khác. |
| Showtime Family Zone (alternately known as SHO Family Zone) | Ra mắt vào tháng 3 năm 2001, Showtime Family Zone có lập trình hướng đến gia đình, bao gồm cả phim ảnh và các chương trình đặc biệt nhằm vào khán giả trẻ hơn. Tất cả các phim được xem trên kênh đều được xếp hạng G, PG hoặc PG-13 (hoặc TV-G, TV-PG hoặc TV-14 tương đương); do định dạng được nhắm mục tiêu theo gia đình, Khu vực gia đình Showtime không phát bất kỳ phim được xếp hạng R hoặc chương trình xếp hạng TV-MA nào. |
| Showtime Next (alternately branded on-air as SHO Next)      | Được ra mắt vào tháng 3 năm 2001,, tính năng của Showtime Next dành cho người lớn từ 18 đến 34 tuổi. Kênh này có hơn 50 bộ phim mỗi tháng, bao gồm các bộ phim truyền hình cáp gốc và các bộ phim ngắn hoạt hình và hành động trực tiếp; nó cũng phát sóng các phim tài liệu và các buổi hòa nhạc đặc biệt. |
| Showtime Women                                              | Ra mắt vào tháng 3 năm 2001, Buổi chiếu phim truyền hình phụ nữ Showtime Women, loạt phim gốc và các sản phẩm đặc biệt của Showtime hướng đến chủ yếu là khán giả nữ. |

### Thương hiệu nước ngoài
Bên ngoài Hoa Kỳ, một số mạng truyền hình trả tiền sử dụng tên Showtime và logo cũ thông qua thỏa thuận cấp phép với Mạng Hiển thị, chẳng hạn như Showtime Australia, Showtime Arabia, Showtime Scandinavia và Showtime Extreme của Tây Ban Nha. Showtime đã ra mắt phiên bản Nam Phi như là một phần của gói nhà cung cấp vệ tinh TopTV mới vào ngày 1 tháng 5 năm 2010. PPTV streamer của Trung Quốc đã đồng ý với giấy phép nhiều năm để phát trực tuyến loạt phim CBS và Showtime trong nước. Thỏa thuận này cho phép 400 triệu người dùng truy cập vào chuỗi Showtime từ CBS. 

## Logo

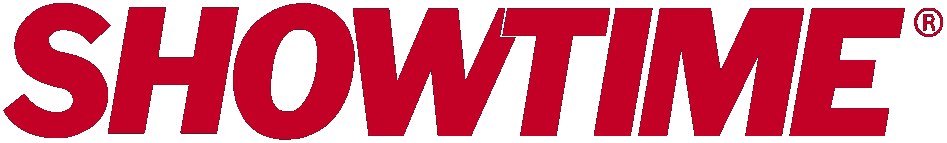
1984  1997
1997  hiện tại